# アラブ首長国連邦の宇宙開発
アラブ首長国連邦の宇宙開発（アラブしゅちょうこくれんぽうのうちゅうかいはつ）では、アラブ首長国連邦の宇宙開発について説明する。
アラブ首長国連邦の宇宙開発は、2006年に設立した先端科学技術研究所(Emirates Institution for Advanced Science and Technology：EIAST)の下で、大韓民国の衛星製造企業サトレックアイに人工衛星を発注し、その関連技術を国内移転することからはじまった。その後2014年、アラブ首長国連邦宇宙機関（United Arab Emirates Space Agency：UAESA）を設立。現在、ロケットによる自力打ち上げ能力は持たないが、自国の人工衛星と火星探査機を所有し、運用している。中東湾岸諸国で宇宙技術におけるリーダーとなるべく日本やアメリカなどの宇宙技術先進諸国から技術移転や協力を推進している。

## 概要

### 火星2117プロジェクト
この「火星2117プロジェクト」は、ドバイで開催された第5回世界政府サミットの最終日にあたる2月14日、UAEの副大統領でドバイ首長も兼ねるムハンマド・ビン・ラーシド・アール・マクトゥームが発表した。マクトゥームはツイッターでもイメージ図を数点投稿しながら、「UAE国民と国際的な科学者チームを編成し、将来の有人火星探査を推進する」と述べている。
UAE内閣総務大臣のムハンマド・アル・ガルガウィは、この都市の規模はだいたいシカゴぐらいで、人口は60万人」との構想を語っている。ただし、具体的な建設方法や設計などは明かされていない。

### 日本との関係
UAEと日本は宇宙開発において協力関係を築いてきた。
2013年に打ち上げられたUAEの地球観測衛星「ドバイサット2」には、宇宙航空研究開発機構(JAXA)のマイクロ波放電式中和器が搭載された。
2016年3月にアラブ首長国連邦と日本は機関間協定を締結した。
2019年9月にはUAE宇宙飛行士による、国際宇宙ステーション「きぼう」日本実験棟での教育プロジェクトを共同で実施した。

## 組織
- ムハンマド・ビン・ラシード宇宙センター（英語版）

## 開発計画

### ロケット
- 2021年現在計画なし

### 人工衛星
- DubaiSat-1…2009年,190㎏,地球観測衛星
- DubaiSat-2…2013年,600㎏,地球観測衛星
- Nayif-1…2017年,1.3㎏,超小型衛星
- KhalifaSat…2018年,300㎏,地球観測衛星 H2Aロケットによる打ち上げ

### 火星探査機
- al-Amal（Hope） - 2020年,火星周回探査機 H2Aロケットによる打ち上げ

### 月探査機
- Rashid - 2022年予定,月面探査ローバー

### 宇宙飛行士
- ハッザ・アル・マンスーリー（英語版）…アラブ首長国連邦出身の最初の2人の宇宙飛行士の1人。
- スルタン・アル・ネヤディ（英語版）…アラブ首長国連邦出身の最初の2人の宇宙飛行士の1人。